# Hemitedania ramosa
Hemitedania ramosa är en svampdjursart som först beskrevs av Thomas Whitelegge 1906.  Hemitedania ramosa ingår i släktet Hemitedania och familjen Tedaniidae. Inga underarter finns listade i Catalogue of Life.